# Катана Зеро
Katana Zero — гра в жанрі платформер 2019 року, створена інді-розробником Джастіном Стендером. Нео-нуарна сюжетна лінія, яка розгортається в антиутопічному мегаполісі, розповідає про Суб’єкта Зеро, вбивцю з катаною та амнезію, який може уповільнювати час і передбачати майбутнє. Зеро розгадує загадку свого минулого, виконуючи замовлення на вбивство. Ігровий процес у Katana Zero являє собою сайд-скролер у стилі хак-енд-слеш, у якому гравець намагається вбити всіх ворогів на рівні, не отримавши удару, використовуючи здібності Зеро, щоб маніпулювати часом, ухилятися від атак і використовувати переваги навколишнього середовища. Між рівнями історія розповідається в частинах, де гравець спілкується з неігровими персонажами через дерева діалогів.
Стендер почав працювати над Katana Zero в 2013 році. Раніше він розробляв безкоштовні ігри, такі як Tower of Heaven (2009), і задумав Katana Zero як свою першу комерційну гру. Використовуючи GameMaker Studio 2, Stander прагнув створити складну сюжетну гру, яка не змушувала б гравця чекати через діалоги та ролики. Він зосереджувався на увазі до деталей і опирався на такі фільми, як «Місто гріхів» (2005) і «Джон Вік» (2014), щоб отримати натхнення для історії. Розробка тривала, і Стендер працював здебільшого сам, хоча він залучив художників для створення візуального оформлення, а також музикантів Білла Кілі та Тійса «LudoWic» Лодевейка для написання саундтреку у жанрі синтвейв.
Katana Zero була видана Devolver Digital для macOS, Nintendo Switch і Windows 18 квітня 2019 року. Вона була продана тиражем 500,000 копій менш ніж за рік і отримала позитивні відгуки. Критики високо оцінили ігровий процес, який прихильно порівнювали з  Hotline Miami (2012) того ж видавця, а також візуальні ефекти, текст і музику. Історія розділила рецензентів, а нерозв'язаний кінець був розкритикований. Кілька критиків назвали Katana Zero однією з найкращих ігор 2019 року, і вона була номінована на численні нагороди наприкінці року. Порти для Xbox One і Amazon Luna були випущені в 2020 і 2021 роках, контент для завантаження знаходиться в розробці, і Stander має намір продовжити вигаданий всесвіт у майбутніх іграх.

## Геймплей
Katana Zero — це двовимірна платформна та  hack-and-slash гра, представлена з точки зору сайд-скролеру.  Керуючи ігровим персонажем, вбивцею з катаною Суб'єкт Зеро , в однокористувацькій грі гравець приймає контракти на вбивство у психіатра. Зеро може бігати, стрибати, бити стіну ногою, підбирати та кидати предмети, атакувати за допомогою катани та ухилятися. Здатність Зеро уповільнювати час і передбачати майбутнє дозволяє гравцеві активувати ефект уповільненої зйомки, що дозволяє йому легше передбачати рухи ворога, хоча використання цього навичку обмежене лічильником, який поступово поповнюється. У грі є одинадцять рівнів, спроби гравця пройти кожен з яких представлені як можливі сценарії, передбачені Зеро.
Рівні поділені на кілька кімнат, де гравець повинен вбити всіх ворогів за допомогою свого меча, метальних предметів, таких як лампи та горщики, або переваг навколишнього середовища, таких як лазери.  Крім виняткових босів, кожен ворог гине за один удар. Деякі рівні мають унікальні ігрові механіки, як-от стелс-місія в нічному клубі, погоня на мотоциклі та альтернативний ігровий персонаж. Будь-яке пошкодження призводить до миттєвої смерті Зеро, вимагаючи від гравця перезапуску з останньої контрольної точки. Katana Zero часто порівнюють із Hotline Miami (2012),  оскільки обидві гри містять рівні з ворогами, що вбивають одним ударом і вимагають від гравців стратегічного визначення свого маршруту. Окрім основної гри, є два додаткових режими: гардкорний режим містить складніші рівні з новими різновидами ворогів, переробленими босами та додатковими викликами; а режим швидкісного пробігу вимагає від гравця проходження кожного рівня за найшвидший час із можливістю змінювати поведінку ворога та пропускати ролики.

### Історія і діалоги
Katana Zero розгортає сюжетну лінію в стилі нео-нуар з елементами психологічного хоррору та чорної комедії , дії якої відбуваються в антиутопічному мегаполісі після війни. Суб’єкт Зеро — ветеран із амнезією та здатністю передбачати.   Він вбиває торговців наркотиками для свого психіатра , який діє як його куратор.  ЗМІ приписують ці вбивства серійному вбивці, відомому як Дракон.  Зеро бачить періодичні кошмари дитини в хатині, яку він називає собою. Вбігає вчений, попереджає дитину, щоб вона сховалася, і через кілька хвилин його застрелює солдат.  Головний герой обговорює свої кошмари з психіатром, який дає йому ліки для одужання.  Зеро також подружився з молодою дівчиною, яка живе по сусідству з його квартирою  і прив’язується до неї. 
У проміжках між рівнями гравець спілкується з неігровими персонажами (NPC), такими як психіатр, дівчина та російський психопат-антагоніст на ім’я Ві, який захоплюється смертоносністю Зеро. У системі дерева діалогів у реальному часі гравець вибирає відповіді під час розмов і може перервати діалог NPC у будь-який час.  Його рішення визначають, скільки представлено експозиції та як характеризується Зеро;  наприклад, Зеро виглядає грубим, якщо гравець постійно перебиває.  Хоча вони не змінюють загальний сюжет, вибір гравців у діалозі може вплинути на певні події, а один бій з босом можна активувати лише шляхом прийняття конкретних рішень. 
Відносини Зеро та психіатра стають напруженими, оскільки психіатр стає все більш неприязним, і Зеро підозрює, що той приховує інформацію про вбивства.  Після того, як Дракон, ще один фехтувальник зі здібностями ясновидіння, подібними до здібностей Зеро, розчленовує і викрадає Ві,  Зеро дізнається про своє власне минуле як суперсолдата та про те, що наркотик, який він приймав, Хронос, надав йому його здібності  і змушує залежних, що відмовляються, потрапляти в пастку в їхній свідомості. Зеро, втомившись від маніпуляцій, вбиває психіатра. Дівчина зникає безвісти , і історія закінчується несподівано.   Флешбек показує, що кошмар Зеро є спогадом про війну, що він солдат, а не дитина, і що Дракон був його товаришем. 

## Розробка

### Концепція
Katana Zero розроблялася протягом шести років творцем інді-ігор Джастіном Стендером під назвою студії Askiisoft. Це була перша комерційна гра Стендера; його попередні проєкти, такі як Tower of Heaven (2009), були невеликими безкоштовними іграми. Побачивши успіх Террі Кавани VVVVVV (2010), Стендер дійшов висновку, що аудиторія звертає увагу на інді-ігри, лише якщо вони продаються. Кавана, як і Стендер, починав із створення безкоштовних ігор, але жодна з них не була настільки успішною, як VVVVVV. Katana Zero виникла з бажання Стендера створити більший проект, який можна було б комерційно монетизувати та розповісти у ньому історію.  Він почав працювати над цим у 2013 році як хобі під час навчання на другому курсі університету Макгілла.  Розробник використовував ігровий рушій GameMaker Studio 2 і витратив перші два роки на створення простих прототипів.   Гра була для Стендера засобом самовираження поза навчанням, і він витрачав більшу частину свого часу в коледжі на її розробку. 
Після випуску Стендера в 2015 році  він розробляв Katana Zero на повну ставку.  Він продовжував працю над кількома проектами разом із грою як запобіжний захід, оскільки вважав, що шанси на успіх невеликі.  Загальний бюджет склав 60 000 US$, що, за словами Стендера, було досить мало для гри Katana Zero .  Він заявив: «Здебільшого це було через те, що я взагалі не платив собі й скорочував витрати у своєму житті, щоб лише працювати над грою».  Стендер працював здебільшого сам, хоча він залучав допомогу для мистецтва та музики.  Спочатку гра була розроблена для персональних комп’ютерів ( macOS і Windows ).   Стендер вирішив розробити версію Nintendo Switch одразу після презентації системи, оскільки вважав її хорошою консоллю для інді-ігор.  GameMaker полегшив портування Katana Zero, і довга розробка означала, що вона вже була добре оптимізована. 

### Дизайн
Однією з цілей Стендера було зробити вбивство захоплюючим і веселим. Він вважав багато сучасних ігор занадто простими, з менш сильними ворогами, ніж гравець. Вважаючи, що важко померти в таких іграх, як Payday: The Heist (2011), Стендер вирішив, що буде легко померти в Katana Zero.  Він хотів, щоб гра була важкою, але чесною, і щоб гравець визнавав свої помилки та відповідав за них.  Він продовжив свій стиль дизайну — короткі рівні, наповнені сценаріями миттєвої смерті — з Tower of Heaven і Pause Ahead (2013).  Геймплей «вбивства одним ударом» часто порівнювали з іншою грою, опублікованою Devolver Digital, Hotline Miami . Стендер сказав, що грав у Hotline Miami лише один раз і не пам’ятав її геймплей, але визнав, що це могло підсвідомо вплинути на нього.  Він назвав самурая Ганна (2013), який, на його думку, ефективно використовував вбивства одним ударом, як найбільший вплив.
Стендер хотів, щоб Katana Zero виглядала кінематографічною, і прагнув перевершити очікування: «Як тільки ви подумаєте, що розумієте, як буде гратися ця гра, я просто спробую повністю переконати вас у протилежному... як тільки [ви будете ] почуватися комфортно в [чомусь], я намагаюся щось змінити. І я роблю це кілька разів протягом гри. Я справді лаюся з гравцем».  Щоб підтримувати різноманітність, він включив багато типів ворогів, природні пастки, альтернативні шляхи проходження рівня та стандартні фігури. Доріжка з шахтним візком, натхненна фільмом «Індіана Джонс і Храм Долі» (1984), створювалася більше місяця.  Стендер шукав натхнення в інді-іграх, які показують «напружені, швидкі, миттєві смертельні бої» , такі як Trilby: The Art of Theft (2009) і Gunpoint (2013). 
Художній стиль був натхненний естетикою неонового освітлення, пов’язаною з 1980-ми роками.  Заохочення художників виявилося складним завданням; Стендер називав себе «жахливим митцем», і два роки над грою не працювали художники.  Він знайшов працівників через онлайн-спільноту незалежних розробників TIGSource, але сказав, що важко залучити високоякісних піксельних художників, які б взяли участь у проекті. Багато хто працював би над цим лише протягом тижнів чи днів, перш ніж кинути роботу з різних причин, наприклад, через інші зобов’язання або відчуття, що їхнє відчуття стилю не збігається. Стендер використав неонове освітлення, щоб поєднати різні бачення художників.  Він вважав можливість змусити команду художників закінчити гру просто випадковістю, і надавав художникам мотивацію до завершення.  
Стендер зосередив увагу на деталях і сказав, що додавання однієї механіки, наприклад гарматної вежі, вимагатиме від нього зміни багатьох систем, таких як освітлення, щоб зберегти цілісність.  Виробнича вартість була важливою, оскільки Стендер хотів, щоб рушій був бездоганним.  Він сказав, що це означало: «Жодних помилок. Усе має виглядати як продовження гравця. Коли ви граєте, ви завжди повинні відчувати, що це саме те, що ви хотів зробити, і це те, що персонаж зробив».  Розробляючи невеликі безкоштовні ігри, він міг уважно вивчати найдрібніші деталі, що призвело до того, що він витратив рік на створення короткої гри тривалістю 20–30 хвилин.  Адаптація цього менталітету до повнометражної комерційної гри сприяла тривалому розвитку; спочатку Стендер очікував, що розробка триватиме рік або два.   Його зосередженість на деталях деморалізувала його аж до такої міри, що протягом року він майже не прогресував. 

### Написання
Стендер сказав, що розповісти історію було значною частиною його мотивації до розробки Katana Zero, він хотів відзначити свої улюблені тропи та відзначити власну участь у них.  Сценарій приписують Стендеру та Еріку Шумейкеру, додатковий сценарій — Стерлінг Натаніель Браун та Ієн Голдсміт Руні.  Оскільки Стендер розробляв Katana Zero, зосереджуючись на одному елементі за раз, у нього було лише базові нариси сюжету до того часу, коли він закінчив окреслювати всі рівні. Елементи, задумані Стендером на початку, включали головного героя, який «начебто потрапив у своє становище, тому що такі як він завжди є хорошими персонажами в екшн-іграх» і неприємного психіатра, якого гравці не любили б. 
Katana Zero — це стилізація фільмів, які подобалися Стендеру.  Він був натхненний східною культурою самурайського кіно і хотів мати вразливого, але смертоносного героя, подібного до героїв корейських трилерів про помсту.   Фільмами, що вплинули на розробника, були «Олдбой» (2003), «Місто гріхів» (2005), «Драйв» (2011) і «Джон Вік» через їхніх «непереможних, але все ж таки людських» героїв і «стилістичне насильство, що розгортається над темним, брудним, неоновим сетингом»  а також «Сім самураїв» (1954) і фільми Квентіна Тарантіно.   Структура сюжету була натхненна Hotline Miami, у якій персонажа гравця скеровують вбивати таємничі телефонні дзвінки, а його проблематика включає наркозалежність і психічне здоров’я . Стендер вагався, чи варто розглядати такі теми, оскільки вони його ніколи не торкалися, але після деяких досліджень він відчув, що може ставитися до них з обережністю.  Стендер сказав, що сценарій переписувався приблизно 30 разів. 
Стендер дозволяв гравцеві переривати будь-яку лінію розмовного діалогу, оскільки багато екшн-ігор, у які він грав, «завмирали, коли головний герой і другий навіжений сперечалися про політику, або коли лиходій зволив виголосити звивистий монолог».  Він вважав це однією з найбільших проблем катсцен, оскільки вони позбавляють гравців їхнього контролю.  Крім того, Стендер відчував, що такий вбивця, як Зеро, не буде чекати, щоб послухати, як лиходії виправдовують свої плани. Він усвідомлював, що спідранери пропускають усі діалоги, і включив у гру наслідки для постійного переривання, щоб створити відчуття реалістичності.  Він застосував підхід «показуй а не розповідай», щоб передати якомога більше історії, тем і персонажів лише за допомогою візуальних елементів. Рівень, на якому гравець керує Драконом, мав на меті показати смертоносність персонажа без слів. 
Система діалогового дерева виникла з концепції Стендера для рольової відеоігри (RPG), яка зосереджена на безмежності, що дозволяє гравцеві взаємодіяти з будь-яким об’єктом і битися з будь-яким NPC.  Він хотів, щоб кожна дія мала наслідки, що він порівнював з іграми Grand Theft Auto . Хоча він ніколи не розробляв рольову гру, Стендер знову включив систему діалогів у Katana Zero, щоб підтримувати темп оповідання. Труднощі виникли в пошуку правильного часу між перериванням і відповіддю. Тестери гри обрали б неправильну відповідь, якщо часу було б нестотатньо, або ненавмисно переривали діалог, якби відчули, що їм доводиться чекати надто довго.  Стендер вирішив проблему за допомогою «часу койота», трюку в розробці ігор, за якого розробники надають гравцеві короткий проміжок часу для прийняття рішення, навіть якщо вікно можливостей на екрані минуло. 
Стендер зберіг ставки для кожного вибору діалогу мінімальними, щоб зменшити напругу та зробити вибір відповіді природнім. Він зазначив, що «навіть ті, які здаються значущими, зникнуть або вирішаться самі собою», подібно до серії «Ходячі мерці » Telltale Games, наприклад, коли рішення призведе до того, що гравець тимчасово втратить свій меч.  Однак він сказав, що «спосіб розповіді історії повністю залежить від вибору [гравця]», зазначивши, що побудова світу та стосунки персонажів можуть змінюватися залежно від варіантів діалогу. Наприклад, стосунки Зеро з психіатром страждають, якщо гравець ігнорує його накази, що може призвести до альтернативних сюжетних шляхів, у яких Зеро дізнається інформацію, яку не мав отримати.  Stander використовував графічні ефекти, такі як рухомий або кольоровий текст і анімація персонажів, щоб підкреслити важливі рішення. Він досяг цього, запрограмувавши сценарій для впливу на інші частини гри після досягнення певних моментів. Його початковим наміром було лише додати розмиття, але він почав експериментувати та додав такі елементи, як ефекти спотворення та тремтіння екрана. 

### Музика
Саундтрек Katana Zero, який поєднує чиказький хаус, електронну музику та синті-поп , створили Білл Кілі та Тійс «LudoWic» Лодевейк, з додатковою музикою Стендера.  Кайлі співпрацював зі Стендером у минулому, і Стендер залучив його до роботи над Katana Zero на початку розробки.  Лодевейк, який ніколи не писав для відеоігор, взяв участь у 2015 році, після того, як Стендер знайшов його канал на YouTube і запросив його написати один трек. Потім Стендер запитав, чи може він використати музику з «джемів» Лодевейка (імпровізовані сеанси запису, які Лодевейк завантажив на свій канал);  джем, який першим привернув увагу Стендера до Лодевейка, «Джем №12», був використаний як головна тема.  Лодевейк створив трек спеціально для Стендера після того, як приєднався до проекту, але Стендер сказав йому, щоб він писав, як зазвичай. 
Кайлі та Лодевейк шукали натхнення в електронній музиці 1980-х років, оскільки теми гри, зокрема вживання наркотиків і вплив війни на дух нації, були актуальними у 1980-х роках після війни у В’єтнамі. Спочатку вони працювали окремо, оскільки Стендер хотів, щоб Кайлі писав фонову музику для сюжетних сцен, а Лодевейк — енергійну, для основних рівнів.  За словами Кайлі, «у міру просування проекту ми з радістю порушили це правило і зрештою писали музику для рівнів і сюжетних сцен повсюди».  Кайлі та Лодевейк намагалися відобразити зміну психіки та настрою Зеро у своїй музиці, наприклад, коли Зеро переживає абстиненцію Хроноса та нюхає кокаїн у лімузині.  На Кайлі вплинули роботи Гері Нумана, Yellow Magic Orchestra та Вангеліса . Він намагався викликати почуття бойовиків 1980-х років. 
Стендер надсилав Кайлі та Лодевейку скріншоти, концепт-арти і нотатки, що описували атмосферу, якої він прагнув, час від часу поряд із наявним музичним супроводом для довідки.   Лодевейк пояснив, що вони надішлють свою початкову композицію Stander, що призведе до серії змін, які призвели до остаточного треку.  Деякі треки опинилися на інших рівнях, ніж планувалося заздалегідь, і для певних рівнів та послідовностей снів Лодевейк написав два треки для Стендера, щоб змішати їх у грі.  Лодевейк написав більшість треків за один дубль, «[відпускаючи музику] і начебто коригуючи [її], як вона [йшла] далі».  Він черпав натхнення у Nine Inch Nails, оскільки вони зі Стендером були прихильниками їхнього темного та індастріал тону.  Лодевейк не збирався створювати темну музику, але зазначив, що його треки часто були похмурими, навіть коли він намагався створити веселу музику. 
Кайлі сказав, що він писав, використовуючи ті ж плагіни, які Річард «Disasterpeace» Вріланд використовував для створення Fez (2012),  тоді як Лодевейк використовував вінтажні синтезатори та драм-машини, такі як Akai MPC .   Хоча він редагував деякі треки за допомогою свого комп’ютера, Лодевейк описав свій процес як «старомодний» і за оцінками, 95% його музики було створено за допомогою вінтажних синтезаторів.  Стендер намагався синхронізувати музику з ігровим процесом. Таким чином, Зеро вмикає Walkman на початку кожного рівня, змінюючи музику, дістає свої навушники, щоб поговорити з NPC, і сповільнює музику, коли гравець використовує Хронос. 

## Реліз
Katana Zero вперше публічно з’явилася на виставці PAX West у Сіетлі у вересні 2015 року  Adult Swim Games отримали права на публікацію, а тизер-трейлер вийшов у грудні.  Реліз гри був запланований на кінець 2016 року , але був відкладений на 2017 рік і зрештою на березень 2019 року   Стендер оголосив, що «полюбовно розійшовся» з Adult Swim у грудні 2018 року , а наступного місяця Devolver Digital придбав права на публікацію.  Devolver допоміг Стендеру локалізувати гру, переклавши її на десять мов. Стендер був вражений процесом тестування програмного забезпечення Devolver для виявлення помилок, яких він не помітив. 
Katana Zero було випущено 18 квітня 2019 року  як гру, яку можна завантажити на GOG.com, Humble Bundle, Nintendo eShop і Steam.   Версія Switch була тимчасово заборонена в Австралії після того, як у квітні Міжнародна коаліція за віковим рейтингом відмовила їй у класифікації  через зображення насильства та вживання наркотиків.  Devolver Digital повторно подав гру на розгляд Австралійської класифікаційної комісії, яка дозволила її випустити в травні з рейтингом R18+.  Devolver випустив версію для Xbox One 15 жовтня 2020 року, яку запропонували передплатникам Xbox Game Pass  і версію Amazon Luna 9 грудня 2021 року  Версія для PlayStation 4 була оцінена Комітетом з рейтингів розважального програмного забезпечення в березні 2021 року , але не була випущена станом на вересень 2022 року  У листопаді 2023 року було оголошено про випуск портів Android та iOS у рамках послуги підписки Netflix. 

### Продажі
Katana Zero була грою Switch для Devolver з найбільшою кількістю попередніх замовлень, її було продано понад 100 000 копій протягом тижня після випуску та стала другою грою Switch за швидкістю продажу грою Devolver після Enter the Gungeon (2017).  Це була друга гра-бестселер в eShop протягом місяця після випуску версії Switch для Cuphead (2017), яка була випущена того ж дня.  Було продано 500 000 примірників Katana Zero менш ніж за рік що принесло 5 мільйонів US$ доходу. На контрасті, середня інді-гра приносить близько 16 000 US$ . Стендер сказав, що Katana Zero була найбільш успішною на Switch і у Steam; Спочатку продажі були найбільшими на Switch, але версія Steam поступово продавалася більше, оскільки вона часто надходила в продаж.

## Оцінки
| Агрегатор  | Оцінка |
| ---------- | ------ |
| Metacritic | 83/100 |
| OpenCritic | 87%    |

| Видання               | Оцінка  |
| --------------------- | ------- |
| Destructoid           | 9/10    |
| Game Informer         | 7.75/10 |
| GameSpot              | 8/10    |
| IGN                   | 8.7/10  |
| Nintendo Life         | 9/10    |
| Nintendo World Report | 9/10    |
| PC Gamer (США)        | 79%     |
| USgamer               | 4.5/5   |

Katana Zero отримала «загалом схвальні відгуки» відповідно до сукупного огляду веб-сайту Metacritic   і «Могутнього» рейтингу схвалення від OpenCritic. Критики визнали Katana Zero стильною та добре продуманною. IGN заявли, що гра «удосконалює перевірену та працюючу формулу вбивства одним ударом таким чином, що робить її свіжою, захоплюючою та інноваційною»,  тоді як Nintendo Life і Nintendo World Report вважають її видатною у бібліотеці Nintendo eShop. Destructoid сказали, що Katana Zero була «похмурою, красивою, кривавою та блискучою» та змінила їх погляд на відеоігри. 
Критики високо оцінили 16-бітний візуал. Вони насолоджувалися ретро-естетикою та візуальними ефектами VHS — хоча дехто писав, що їх інтенсивність може викликати головний біль   — а також кількістю деталей у спрайтах і анімаціях. IGN знайшли світлові ефекти вражаючими та сказали, що вони зіткнулися з «витонченою неоновою естетикою та фантастичною роботою спрайтів», щоб надати грі індивідуальності. GameSpot оцінив той факт, що Katana Zero не використовувала ретро-естетику просто для ностальгії,  і поряд з Polygon виявили, що детальна робота спрайтів і плавна анімація додають емоційної ваги.
Саундтрек отримав схвальні відгуки. Destructoid назвав це «аудіо насолодою» , а Nintendo Life сказали, що музика в деяких моментах затьмарила решту гри. Вони відчували, що саундтрек має чітку спрямованість, але залишався «бажанням експериментувати з незрозумілими жанрами» і похвалив композиторів за те, що вони зробили щось оригінальне на відміну від «кліше» стилю чіптюн, поширеного в інді-іграх.  IGN додали, що саундтрек був чудовим і автентичним, а PC Gamer сподобалося, як він контекстуалізований у світі. 
Хоча рецензенти високо оцінили написання, вони розділилися щодо історії. Destructoid зазначили, що це важко обговорювати, оскільки багато чого залишається на розсуд гравця. Shacknews високо оцінили повороти сюжету , а GameSpot сказали, що історія добре впоралася, балансуючи графічне насильство з «делікатно тихими моментами персонажів і проробленими щирими стосунками».  Деякі схвалювали те, що історія створила контекст для уповільненої ігрової механіки  , а інші вважали, що вона має душу.    Однак PC Gamer оцінили сюжет як антиутопічну вигадку зі стандартними персонажами , тоді як Game Informer вважали, що у ньому є цікаві ідеї, але «більшість із них просто загадково звиваються, не досягаючи якої-небудь кульмінації».  Багатьом рецензентам не сподобався кінець, який вони назвали несподіваним, і вважали, що напружені сюжетні моменти не грають своєї ролі. GameSpot вважають це проблематичним, оскільки продовження не було гарантовано. 
Система діалогів була визнана креативною та новаторською.    Рецензенти сказали, що розгалужені шляхи вибору і альтернативні сюжетні сценарії додали цінності повторному перепроходженню.  Графічні ефекти, які використовувалися для підкреслення діалогу, були високо оцінені за додання емоційної ваги розмовам.  Destructoid і Nintendo Life заявили, що система діалогів допомогла зробити історію цікавою, а Polygon написали, що це допомогає гравцеві побудувати емоційний зв’язок із Зеро.  Незначна критика надійшла від IGN, які сказали, що багато відхилень від сюжету здавалися поверхневими, що призвело до того, що пізніші вибори виявлялися несумісними з тими, які були зроблені раніше. Тим не менш, IGN додали, що система діалогів була цікавою та заохочувала кілька проходжень. 
Критикам сподобався швидкий, плавний геймплей, який вони часто порівнювали з Hotline Miami .   Rock, Paper, Shotgun та IGN сказали, що вплив був очевидний, але це не було проблемою. IGN зауважили, що елементи керування були «надзвичайно гнучкими», а Nintendo Life сказали, що було чудово їх вивчати. Рецензенти часто порівнювали Katana Zero з грою-головоломкою, яка вимагає від гравця розробки стратегії та планування. Вони сказали, що завдяки цьому проходження кожного рівня приносить задоволення , а Game Informer вважає процес відшліфування рухів методом проб і помилок «найцікавішою частиною [гри]».  Навпаки, Polygon відчув, що геймплей, хоч і хороший, не відповідає обіцянкам, а дизайн, схожий на головоломку, робить гру обмеженою. Коротку довжину було відзначено, але IGN і Nintendo Life сказали, що це спрацювало на користь гри, оскільки це означало відсутність філерів.  
Рецензенти сказали, що здібності головного персонажа були статичними та обмеженими. У той час як Gamer Informer заявили, що це проблема, USgamer виявили, що гра «Цілком про гру з цими мізерними іграшками»,  а PC Gamer вважали, що вони «достатньо адаптовані, щоб зробити бойові зіткнення різноманітними».  GameSpot,  USgamer,  Destructoid,  і IGN вважали, що ігровий процес залишається цікавим завдяки його стандартам і різноманіттю типів ворогів , хоча Game Informer не погодився з цим. IGN сказав, що механіка уповільненої зйомки Хроноса була його улюбленим елементом, оскільки вона була потужною, але все ж обмеженою , а Nintendo Life описала процес балансування використання Хроноса на рівнях як захоплюючий.  Destructoid похвалили те, що вороги ніколи не повертаються до початкової позиції після смерті, хоча Game Informer вважав це дратівливим. 

### Нагороди
Katana Zero увійшла до топ-50 ігор з найвищим рейтингом на Metacritic у 2019 році  і була названа однією з найкращих ігор 2019 року за версією USgamer (№1),  Thrillist (№21),  і Red Bull .  IGN номінував її на «Найкращу екшн-гру» та «Найкращу музику/саундтрек до відеоігор» під час нагородження «Кращі у 2019 році».   За свою роботу над грою Стендер був включений до списку Forbes 2020 30 Under 30. 
| рік      | Нагорода                                                   | Категорія | Результат |
| -------- | ---------------------------------------------------------- | --- | --------- |
| 2019 рік | 2019 SXSW Gaming Awards                                    | style="background: #FDD; color: black; vertical-align: middle; text-align: center; " class="no table-no2"\|Номінація | [ 76 ]    |
| 2019 рік | The Game Awards 2019                                       | style="background: #FDD; color: black; vertical-align: middle; text-align: center; style="background: #FDD; color: black; vertical-align: middle; text-align: center; " class="no table-no2"" class="no table-no2"\|Номінація | [ 77 ]    |
| 2020 рік | Нагороди фестивалю незалежних ігор                         | style="background: #FDD; color: black; vertical-align: middle; text-align: center; " class="no table-no2"\|Номінація | [ 78 ]    |
| 2020 рік | 2020 SXSW Gaming Awards                                    | style="background: #FDD; color: black; vertical-align: middle; text-align: center; " class="no table-no2"\|Номінація | [ 79 ]    |
| 2020 рік | 16-та церемонія вручення нагород Британської академії ігор | style="background: #FDD; color: black; vertical-align: middle; text-align: center; " class="no table-no2"\|Номінація | [ 80 ]    |

## Завантажуваний контент і майбутнє
25 квітня 2019 року, через тиждень після випуску Katana Zero Стендер оголосив, що працює над безкоштовним завантажуваним контентом (DLC).  Він хотів, щоб якість DLC була на одному рівні з основною грою, а його розмір значно збільшився під час розробки.  До лютого 2020 року він був у три рази більший за початково запланований і в шість разів до березня 2021 року  Однак розширення не змінили планів Стендера випустити DLC безкоштовно.  DLC буде трохи більше ніж вдвічі менше за базову гру та представить нову ігрову механіку, ворогів та елементи історії. Стендер описав це як «більш схоже на Katana 1.5 », ніж на DLC.  Він сказав, що DLC розв'яже деякі сюжетні нитки та продовжить світобудову, але не завершить історію.  Стендер планує продовжити історію за межами DLC і запланував завершення. У травні 2020 року він сказав, що деякі з його майбутніх ігор будуть пов’язані з його вигаданим всесвітом. 

## Зовнішні посилання
1. ↑  Good Old Games — 2008.
2. ↑  Humble Store
3. ↑  Origin — 2011.
4. ↑  Nintendo Game Store
5. 1 2 3 4 5 6 7 8 9 10 11  Steam — 2003.
6. 1 2 3 4 5 6 7 8 9 10  Mejia, Ozzie (18 квітня 2019). Katana Zero review: The cutting edge. Shacknews. Архів оригіналу за 8 лютого 2022. Процитовано 13 лютого 2022.
7. ↑  Gault, Matthew (26 червня 2019). The Best Video Games of 2019 (So Far). Time. Архів оригіналу за 26 жовтня 2021. Процитовано 16 жовтня 2022.
8. 1 2 3 4 5 6 7 8 9  Smith, Graham (15 червня 2019). Wot I Think: Katana Zero. Rock, Paper, Shotgun. Архів оригіналу за 8 лютого 2022. Процитовано 15 березня 2022.
9. 1 2 3  Harris, Iain (18 квітня 2019). Katana Zero blends Gunpoint noir with Hotline Miami ultraviolence. PCGamesN. Архів оригіналу за 30 вересня 2021. Процитовано 30 вересня 2021.
10. 1 2 3 4 5 6 7 8 9 10 11 12 13 14 15 16 17 18  Wallace, Chris (16 січня 2020). "Artists are super hard to find as an indie developer" – Katana Zero's Justin Stander on his game's protracted development. MCV/Develop. Архів оригіналу за 9 серпня 2021. Процитовано 2 жовтня 2021.
11. ↑  Makedonski, Brett (18 січня 2019). Katana Zero wears its Hotline Miami influences on its kimono. Destructoid. Архів оригіналу за 30 вересня 2021. Процитовано 30 вересня 2021.
12. ↑  Doolan, Liam (18 травня 2019). Katana Zero Is Receiving A "Significant Update" At The End Of This Month. Nintendo Life. Архів оригіналу за 12 лютого 2022. Процитовано 12 лютого 2022.
13. 1 2 3 4 5  HG101, 2020, 20:00–30:00.
14. ↑  Donlan, Christian (30 квітня 2019). Katana Zero review: It's Groundhog Day with a sword. Eurogamer. Архів оригіналу за 23 вересня 2022. Процитовано 16 жовтня 2022.
15. 1 2 3  Grayson, Nathan (30 квітня 2019). My Favorite Katana Zero Character Is This Hapless Goon I Killed Near The Start Of The Game. Kotaku. Архів оригіналу за 3 листопада 2021. Процитовано 16 жовтня 2022.
16. 1 2 3 4 5 6 7 8  Wright, Steven T. (5 серпня 2019). How Katana Zero cuts its way to a surprisingly deep story. Red Bull. Архів оригіналу за 4 жовтня 2021. Процитовано 28 вересня 2021.
17. ↑  Watts, Steve (29 березня 2019). PAX East 2019: Katana Zero Is A Stylish, Surprising Action Thriller. GameSpot. Архів оригіналу за 20 січня 2021. Процитовано 16 жовтня 2022.
18. ↑  Hughes, William (3 травня 2019). Katana Zero is a good game about swords, and a great game about being a rude, interrupting prick. The A.V. Club. Архів оригіналу за 19 січня 2022. Процитовано 16 жовтня 2022.
19. ↑  Cunningham, James (21 січня 2019). Building a World and Killing a Path Through it in Katana Zero. Hardcore Gamer. Архів оригіналу за 11 лютого 2022. Процитовано 16 жовтня 2022.
20. 1 2 3 4 5 6 7 8  Leijon, Eric (February 2020). Building a video game smash between classes. McGill Alumni. Архів оригіналу за 9 квітня 2022. Процитовано 8 жовтня 2021.
21. ↑  YoYo Games launches major GameMaker Studio 2 update allowing for 'a more visual approach'. MCV/Develop. 20 серпня 2020. Архів оригіналу за 7 серпня 2022. Процитовано 7 серпня 2022.
22. ↑  EdN (26 квітня 2019). askiisoft On Katana ZERO. PS4Blog.net. Архів оригіналу за 27 вересня 2021. Процитовано 10 жовтня 2021.
23. 1 2 3  Sinclair, Brendan (27 травня 2020). How does a hit like Katana Zero change things for a creator?. GamesIndustry.biz. Архів оригіналу за 14 лютого 2022. Процитовано 12 лютого 2022.
24. 1 2 3 4 5  Vincent, Brittany (21 березня 2019). Katana Zero interview: One-hit kills make you feel "badass". Shacknews. Архів оригіналу за 27 вересня 2021. Процитовано 10 жовтня 2021.
25. ↑  LeClair, Kyle (13 вересня 2016). PAX: Katana Zero May Be The True Hotline Miami Successor. Hardcore Gamer. Архів оригіналу за 12 лютого 2022. Процитовано 12 лютого 2022.
26. 1 2 3 4 5 6 7  Leri, Michael (18 квітня 2019). Katana Zero developer describes how he made a tight, punishing action game. GameRevolution. Архів оригіналу за 27 вересня 2021. Процитовано 6 жовтня 2021.
27. 1 2 3 4  Ruhland, Perry (3 березня 2017). Indie Interview - Katana ZERO. TechRaptor. Архів оригіналу за 27 вересня 2021. Процитовано 10 жовтня 2021.
28. 1 2 3 4  Lemne, Bengt; Stander, Justin (16 березня 2016). Katana Zero - Justin Stander Interview - GDC 2016. Архів оригіналу за 14 лютого 2022. Процитовано 12 лютого 2022 — через YouTube.
29. ↑  Помилка шаблону: не вказані параметри title і developer
30. 1 2 3 4 5 6  Wiltshire, Alex (4 грудня 2019). How Katana Zero brought action into cutscenes. Rock, Paper, Shotgun. Архів оригіналу за 30 вересня 2021. Процитовано 4 жовтня 2021.
31. 1 2 3 4 5 6 7  Brady, Sean (13 травня 2019). On the "Katana ZERO" Score, Synthwave Goes Neo-Noir. Bandcamp. Архів оригіналу за 24 жовтня 2021. Процитовано 10 лютого 2022.
32. 1 2 3  Barnes, 2019, 0:00–10:00.
33. ↑  Barnes, 2019, 20:00–30:00.
34. 1 2  Barnes, 2019, 40:00–47:13.
35. 1 2  Snow, Jeremy (28 травня 2019). The Geekly Grind Interviews: Bill Kiley. The Geekly Grind. Архів оригіналу за 4 жовтня 2021. Процитовано 11 лютого 2022.
36. ↑  Barnes, 2019, 0:00–10:00; 40:00–47:13.
37. 1 2 3 4  Barnes, 2019, 10:00–20:00.
38. ↑  @Billtron209 (12 липня 2019). Indie game fun fact: I purchased my studio monitors from @Disasterpeace years ago when he upgraded. This means that the music I wrote for Katana ZERO and the OST from FEZ was composed on the same physical speakers. Small music world? (Твіт). Архів оригіналу за 21 жовтня 2021. Процитовано 11 лютого 2022 — через Твіттер.
39. ↑  Williams, Mike (8 вересня 2015). Katana Zero Will Make You Feel Like a Badass. USgamer. Архів оригіналу за 10 лютого 2022. Процитовано 10 лютого 2022.
40. ↑  Priestman, Chris (19 грудня 2015). Katana Zero Will Turn You Into A Time-Manipulating Assassin In 2016. Siliconera. Архів оригіналу за 10 лютого 2022. Процитовано 10 лютого 2022.
41. ↑  Devore, Jordan (17 грудня 2015). Katana Zero has the right stuff. Destructoid. Архів оригіналу за 10 лютого 2022. Процитовано 10 лютого 2022.
42. ↑  Wong, Alistar (18 червня 2016). Time-Manipulating Assassin Game Katana Zero Slips To 2017. Siliconera. Архів оригіналу за 7 серпня 2022. Процитовано 7 серпня 2022.
43. 1 2  Devore, Jordan (11 січня 2019). It's almost time for the bullet-slashing action game Katana Zero. Destructoid. Архів оригіналу за 8 лютого 2022. Процитовано 12 лютого 2022.
44. ↑  LeChair, Kyle (17 січня 2019). Devolver Digital to Publish Katana Zero. Hardcore Gamer. Архів оригіналу за 7 серпня 2022. Процитовано 7 серпня 2022.
45. ↑  LeClair, Kyle (20 березня 2019). Katana Zero Reveals Release Date in New Trailer. Hardcore Gamer. Архів оригіналу за 11 лютого 2022. Процитовано 10 лютого 2022.
46. ↑  Bolding, Jonathan (15 лютого 2020). Katana Zero's free DLC will be three times larger than expected. PC Gamer. Архів оригіналу за 12 лютого 2022. Процитовано 12 лютого 2022.
47. ↑  Doolan, Liam (18 квітня 2019). Katana Zero Is Devolver Digital's Most Pre-Ordered Switch Game So Far. Nintendo Life. Архів оригіналу за 12 лютого 2022. Процитовано 12 лютого 2022.
48. ↑  Walker, Alex (18 квітня 2019). Katana Zero Just Got Banned In Australia. Kotaku. Архів оригіналу за 17 квітня 2019. Процитовано 8 лютого 2022.
49. ↑  Doolan, Liam (17 квітня 2019). Katana Zero Refused Classification In Australia And New Zealand. Nintendo Life. Архів оригіналу за 13 жовтня 2022. Процитовано 13 жовтня 2022.
50. ↑  Walker, Alex (16 травня 2019). Katana Zero's Ban Overturned, Receives R18+ Rating. Kotaku. Архів оригіналу за 2 квітня 2020. Процитовано 8 лютого 2022.
51. ↑  Romano, Sal (13 жовтня 2020). Xbox Game Pass adds Tales of Vesperia: Definitive Edition, Katana Zero, Supraland, and more in late October. Gematsu. Архів оригіналу за 28 січня 2022. Процитовано 16 жовтня 2022.
52. ↑  Diaz, Justin (28 липня 2022). Amazon Luna: Everything You Need To Know – Updated July 28, 2022. Android Authority. Архів оригіналу за 31 серпня 2022. Процитовано 29 липня 2022.
53. ↑  Romano, Sal (1 березня 2021). ESRB rates Katana ZERO for PS4, Demon Turf for PS5. Gematsu. Архів оригіналу за 1 березня 2021. Процитовано 10 вересня 2022.
54. ↑  Romano, Sal (2 вересня 2022). Katana ZERO DLC first gameplay footage. Gematsu. Архів оригіналу за 13 вересня 2022. Процитовано 10 вересня 2022.
55. ↑  LeBlanc, Wesley (13 листопада 2023). Hades, Katana Zero, Death's Door, And More Coming To Netflix Soon. Game Informer. Архів оригіналу за 4 грудня 2023. Процитовано 4 грудня 2023.
56. ↑  Doolan, Liam (26 квітня 2019). Katana Zero Sold More Than 100,000 Copies In Its First Week. Nintendo Life. Архів оригіналу за 26 квітня 2019. Процитовано 26 квітня 2019.
57. 1 2  Stander; Justin (16 січня 2020). Katana Zero Creator Justin Stander On The Relentless Drive That Brought The Game To Life. Архів оригіналу за 13 лютого 2022. Процитовано 12 лютого 2022 — через YouTube.
58. 1 2  Katana Zero for Switch Reviews. Metacritic. Архів оригіналу за 5 травня 2019. Процитовано 8 лютого 2022.
59. 1 2  Katana Zero for PC Reviews. Metacritic. Архів оригіналу за 29 квітня 2019. Процитовано 8 лютого 2022.
60. ↑  Katana Zero Reviews. OpenCritic. 18 квітня 2019. Процитовано 13 червня 2023.
61. ↑  Andriessen, CJ (5 травня 2019). Review: Katana Zero. Destructoid. Архів оригіналу за 8 лютого 2022. Процитовано 15 березня 2022.
62. ↑  Juba, Joe (18 квітня 2019). Katana Zero Review - A Sharp And Dull Blade. Game Informer. Архів оригіналу за 19 квітня 2019. Процитовано 15 березня 2022.
63. ↑  Barbosa, Alessandro (19 квітня 2019). Katana Zero Review - Slow-Motion For Me. GameSpot. Архів оригіналу за 8 лютого 2022. Процитовано 13 лютого 2022.
64. ↑  Saltzman, Mitchell (18 квітня 2019). Katana Zero Review. IGN. Архів оригіналу за 18 квітня 2019. Процитовано 13 лютого 2022.
65. ↑  Vogel, Mitch (18 квітня 2019). Katana Zero Review (Switch eShop). Nintendo Life. Архів оригіналу за 19 квітня 2019. Процитовано 15 березня 2019.
66. ↑  Lloyd, David (18 квітня 2019). Katana Zero Review. Nintendo World Report. Архів оригіналу за 8 лютого 2022. Процитовано 15 березня 2022.
67. ↑  Morton, Lauren (30 квітня 2019). Katana Zero review. PC Gamer. Архів оригіналу за 8 лютого 2022. Процитовано 15 березня 2022.
68. ↑  Williams, Mike (26 квітня 2019). Katana Zero Review. USgamer. Архів оригіналу за 19 квітня 2019. Процитовано 15 березня 2022.
69. 1 2 3 4 5  Frushtick, Russ (18 квітня 2019). Katana Zero review: a game about death, death, death, and life. Polygon. Архів оригіналу за 31 березня 2022. Процитовано 15 березня 2022.
70. ↑  Dietz, Jason (3 січня 2020). Best Video Games of 2019. Metacritic. Архів оригіналу за 19 лютого 2020. Процитовано 6 квітня 2022.
71. ↑  Cryer, Hirun (27 грудня 2019). Hirun Cryer's Top 10 Games of 2019: Excuse the Turmoil. USgamer. Архів оригіналу за 12 лютого 2022. Процитовано 6 квітня 2022.
72. ↑  Khan, Joshua (30 грудня 2019). The 30 Best Video Games of 2019. Thrillist. Архів оригіналу за 13 лютого 2022. Процитовано 6 квітня 2022.
73. ↑  Sillis, Ben; Hunt-Stevenson, Jamie (3 грудня 2019). These are the 10 best games of 2019. Red Bull. Архів оригіналу за 14 лютого 2022. Процитовано 6 квітня 2022.
74. ↑  The Best Action Game of 2019. IGN. 10 грудня 2019. Архів оригіналу за 12 лютого 2022. Процитовано 6 квітня 2022.
75. ↑  The Best Video Game Music/Soundtrack of 2019. IGN. 10 грудня 2019. Архів оригіналу за 21 жовтня 2021. Процитовано 6 квітня 2022.
76. ↑  Trent, Logan (29 січня 2019). Announcing the 2019 SXSW Gamer's Voice Award Nominees!. South by Southwest. Архів оригіналу за 12 квітня 2019. Процитовано 22 січня 2020.
77. ↑  Winslow, Jeremy (19 листопада 2019). The Game Awards 2019 Nominees Full List. GameSpot. Архів оригіналу за 23 листопада 2019. Процитовано 21 листопада 2019.
78. ↑  Lee, Jess (7 січня 2020). Independent Games Festival: Mutazione leads nominations for 2020 awards. Digital Spy. Архів оригіналу за 15 липня 2021. Процитовано 16 жовтня 2022.
79. ↑  Blake, Vikki (18 лютого 2020). Here are the nominees for SXSW Gaming Awards 2020. MCV/Develop. Архів оригіналу за 16 листопада 2021. Процитовано 8 квітня 2022.
80. ↑  Stuart, Keith (3 березня 2020). Death Stranding and Control dominate Bafta games awards nominations. The Guardian. Архів оригіналу за 3 березня 2020. Процитовано 4 березня 2020.
81. ↑  Tack, Daniel (25 квітня 2019). Katana Zero Is Getting Free DLC And A Speedrun Mode. Game Informer. Архів оригіналу за 20 лютого 2022. Процитовано 19 лютого 2022.
82. 1 2 3 4  Doolan, Liam (26 березня 2021). Katana Zero Dev Says Free DLC Is Now So Big It's "More Like Katana 1.5". Nintendo Life. Архів оригіналу за 20 лютого 2022. Процитовано 19 лютого 2022.
83. ↑  Doolan, Liam (16 лютого 2020). Katana Zero Free DLC Still In Development And It's Now "3x The Original Planned Size". Nintendo Life. Архів оригіналу за 20 лютого 2022. Процитовано 19 лютого 2022.

- Офіційний сайт